# Івана 3:16
Від Івана 3:16 або Івана 3:16 (розділ 3, вірш 16 з Євангелії від Івана) — це один із найпопулярніших і найцитованіших віршів з Біблії, що в короткій формі викладає суть центральної доктрини християнства про взаємовідношення між батьком і сином Божим. Інколи його називають «Євангелією у двох словах».

## Контекст
Цей вірш зустрічається у Новому Заповіті в третьому розділі Євангелія від Івана. У ньому описується ситуація, що сталася в Єрусалимі. Один із юдейських сановників, на ім'я Никодим, який був фарисеєм і членом синедріону, таємно навідався уночі до Ісуса, якого він називав Равві, що для місцевих означає учитель, аби поговорити. Чудеса Ісуса переконали його, що Ісус посланий від Бога. Ісус відповів: Знову й знову запевняю тебе: коли хто не народиться від води й Духа, не може увійти до Божого Царства! Народжене від тіла є тілом, а народжене від Духа є духом." (Івана 3:5-6). Вірш Івана 3:16 заснований на відповіді Ісуса Никодиму: що віра в Ісуса необхідна для здобуття вічного життя.

## Переклад
| Мова (-и) або відмінни переклад (-и) | Переклад                   | Контекст |
| ------------------------------------ | -------------------------- | --- |
| Грецька                              | Койне                      | Οὕτως γὰρ ἠγάπησεν ὁ θεὸς τὸν κόσμον, ὥστε τὸν υἱὸν τὸν μονογενῆ ἔδωκεν, ἵνα πᾶς ὁ πιστεύων εἰς αὐτὸν μὴ ἀπόληται ἀλλ᾽ ἔχῃ ζωὴν αἰώνιον. Hoútōs gàr ēgápēsen ho theòs ton kósmon, hṓste tòn huiòn tòn monogenê édōken, hína pâs ho pisteúōn eis autòn mḕ apólētai all᾽ ékhēi zōḕn aiṓnion. |
| Сирійська                            | Пешитта                    | ܗܟܢܐ ܓܝܪ ܐܝܝܩ ܐܠܗܐ ܠܥܠܡܐ ܐܝܟܢܐ ܕܠܒܪܗ ܝܚܝܕܝܐ ܢܬܠ ܕܟܠ ܡܢ ܕܡܗܝܡܢ ܟܗ ܠܐ ܢܐܟܙ ܐܠܐ ܢܗܘܘܢ ܠܗ ܝܚܐ ܕܠܥܠܡ܀ Hāḵanā gér ʼaḥeḇ ʼalāhā lʻālmā ʼaykanā dlaḇreh yḥyḏāyā yetel dkul man damhaymen beh lā naḇaḏ élā nehwuwn leh ḥayé dalʻālam.                                                               |
| Латина                               | Вульгата                   | Sic enim Deus dilexit mundum, ut Filium suum unigenitum (in some versions, unicum) daret: ut omnis qui credit in eum, non pereat, sed habeat vitam æternam. |
| Англійська                           | Нова міжнародна версія     | For God so loved the world that he gave his one and only Son, that whoever believes in him shall not perish but have eternal life. |
| Українська                           | П. Куліш і І. Пулія (1905) | Так бо полюбив Бог сьвіт, що Сина свого єдинородного дав, щоб кожен, віруючий в Него, не погиб, а мав життє вічнє. |
| Українська                           | П. Морачевський            | Бо так Бог полюбив світ, що і Сина Свого єдинородного дав, щоб кожен, хто вірує в Нього, не загинув, а мав жизнь вічну. |
| Українська                           | І. Огієнко                 | Так бо Бог полюбив світ, що дав Сина Свого Однородженого, щоб кожен, хто вірує в Нього, не згинув, але мав життя вічне. |
| Українська                           | І. Хоменко                 | Так бо Бог полюбив світ, що дав Сина Свого Однородженого, щоб кожен, хто вірує в Нього, не згинув, але мав життя вічне. |
| Українська                           | Р. Турконяка               | Бо так Бог полюбив світ, що дав [Свого] Єдинородного Сина, щоб кожний, хто вірить у Нього, не загинув, але мав життя вічне. |
| Українська (євангеліський)           | Ю. Попченка                | Бо так полюбив Бог світ, що віддав Свого Єдинородного Сина, щоб кожен, хто вірує в Нього, не загинув, але мав вічне життя. |
| Українська (Свідки Єгови)            | Новий світ                 | Адже Бог настільки любить світ, що віддав свого єдинородного Сина, аби кожен, хто виявляє, що вірить у нього, не загинув, а отримав вічне життя |
| Українська: з російської             | Філарет                    | Бо так полюбив Бог світ, що віддав і Сина Свого Єдинородного, щоб усякий, хто вірує в Нього, не загинув, а мав життя вічне. |